# Margaret Oliphant
Margaret Oliphant Wilson Oliphant (nacida Margaret Oliphant Wilson) (4 de abril de 1828 - 25 de junio de 1897), fue una novelista, cuentista e historiadora británica, nacida en Wallyford, cerca de Musselburgh, East Lothian. Hoy es recordada en particular por sus historias de fantasmas victorianas, como la novela corta La puerta abierta (1882). En este tipo de relato, ya de corte moderno, el protagonista será directamente el espectro, cuyas apariciones no se producirán en lugares misteriosos, sino en ámbitos cotidianos, sin sustos ni gritos. En La puerta abierta el protagonista es la voz del espectro, cuya alma en pena no ha venido a vengar afrentas, sino buscando la ayuda de los mortales para ser liberada de su condena eterna. Encontramos algunos de estos elementos en la novela corta El fantasma de Canterville, del escritor contemporáneo de Oliphant Oscar Wilde. De esta autora, también es destacable su relato La ventana de la biblioteca ("The Library Window", 1896).

## Biografía
Su infancia transcurrió en Lasswade (cerca de Dalkeith), Glasgow, y en Liverpool. De niña era muy aficionada a todo tipo de juegos literarios. En 1849 publicó su primera novela, Passages in the Life of Mrs Margaret Maitland, relacionada con el movimiento denominado Free Church of Scotland ("Iglesia Libre Escocesa"), con la cual simpatizaban sus padres. A este libro siguió Caleb Field (1851). En ese año conoció a William Blackwood en Edimburgo, y fue invitada a contribuir a la famosa revista Blackwood's Magazine, en la que, entre otros, había colaborado Edgar Allan Poe. A lo largo de su vida, Oliphant publicó en esta revista más de cien artículos, como el que trata del personaje de Arthur Dimmesdale, en La letra escarlata, de Nathaniel Hawthorne.
En mayo de 1852 Margaret contrajo matrimonio con su primo, Frank Wilson Oliphant, en Birkenhead, estableciéndose en Harrington Square, Londres. Su marido, artista especializado en vidrieras, era persona enfermiza, y sus seis hijos e hija heredaron su delicada salud, muriendo dos de ellos en la infancia. Al declarársele los primeros síntomas de tuberculosis, la familia, necesitando cambiar de clima, se mudó, en 1859, primero a Florencia, Italia, y más tarde a Roma, donde Frank acabó falleciendo. Margaret quedó sin recursos y retornó a Inglaterra, tomando a su cargo la manutención de los tres niños que habían sobrevivido, sólo mediante su actividad literaria.

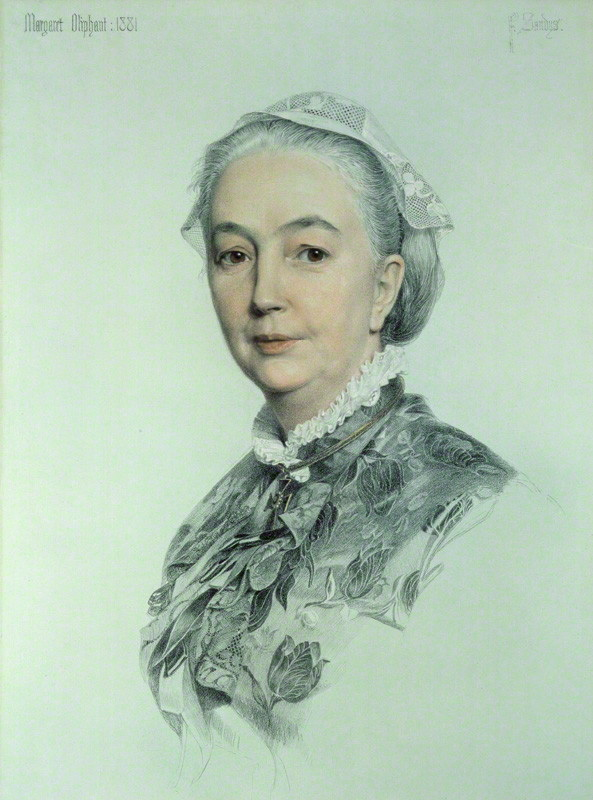
Retrato de Margaret Oliphant en 1881, por Frederick Augustus Sandys, National Portrait Gallery, Londres.

Con el tiempo, logró hacerse escritora muy popular, y trabajó con extrema laboriosidad para mantenerse en su posición. Su vida familiar, sin embargo, fue muy infortunada. En enero de 1864 moría su única hija en Roma, siendo enterrada en la tumba del padre. Su hermano, que había emigrado a Canadá, se vio envuelto poco después en una quiebra que le llevó a la ruina; Margaret entonces le ofreció cobijo a él y a sus hijos, añadiendo una nueva carga a las muchas ya existentes.
En 1866 se estableció en Windsor, Berkshire. Esta fue su residencia hasta el final de sus días; durante treinta años se mantendría literariamente en la brecha, pese a que fueron acumulándose las desgracias familiares. Su hijo mayor, Cyril Francis, escritor, murió en 1890, dejando una Vida de Alfred de Musset, que la madre incorporó a su propia obra Foreign Classics for English Readers. El hijo menor, Francis ("Cecco"), colaboró con ella en Victorian Age of English Literature y consiguió colocarse en el British Museum, pero murió pronto, en 1894. Este golpe fue muy duro para Oliphant, que perdió interés por la vida; su salud declinó rápidamente. Murió en Wimbledon, Londres, el 25 de junio de 1897.
En los años 80 del siglo XIX había sido mentora literaria de la novelista irlandesa Emily Lawless.

## Obra
Margaret Oliphant produjo más de 120 obras, que incluían novelas, libros de viajes, reseñas, relatos y críticas literarias. Entre sus libros más conocidos de ficción, se encuentran:
- Adam Graeme (1852)
- Magdalen Hepburn (1854)
- Lilliesleaf (1855)
- The Laird of Norlaw (1858)

Extendió mucho su reputación una colección de cuentos con el título general de The Chronicles of Carlingford, que apareció originalmente en la Blackwood's Magazine (1862-1865):
- Salem Chapel (1863)
- The Rector
- Doctor's Family (1863)
- The Perpetual Curate (1864)
- Miss Marjoribanks (1866)

Posteriormente:
- Madonna Mary (1867)
- Squire Arden (1871)
- He that will not when he may (1880)
- Hester (1883)
- Kirsteen (1890)
- The Marriage of Elinor (1892)
- The Ways of Life (1897)
- The Beleaguered City (1880)
- A Little Pilgrim in the Unseen (1882)
- The Open Door ("La puerta abierta", 1882)

Sus biografías de Edward Irving (1862) y su primo Laurence Oliphant (1892), junto con la de Richard Brinsley Sheridan, dentro de English Men of Letters (1883), eran sumamente vivaces y amenas. Oliphant también escribió una biografía del teólogo escocés John Tulloch.
Historia y crítica:
- Historical Sketches of the Reign of George II of England (1869)
- The Makers of Florence (1876)
- A Literary History of England from 1760 to 1825 (1882)
- The Makers of Venice (1887)
- Royal Edinburgh (1890)
- Jerusalem (1891)
- The Makers of Modern Rome (1895)

La autora trabajaba al morir en Annals of a Publishing House, la memoria del desarrollo de la revista Blackwood, con la que tan involucrada había estado durante toda su vida.
Su autobiografía Autobiography and Letters, que presenta un cuadro conmovedor de las desazones y traumas domésticos, apareció a los dos años de su muerte, en 1899.